# Décès en août 1991
Décès
- 1987
- 1988
- 1989
- 1990
- 1991
- 1992
- 1993
- 1994
- 1995

Pour une information complémentaire, voir la page d'aide.

| Date          | Nom                   | Activités                                                            | Âge | Source |
| ------------- | --------------------- | -------------------------------------------------------------------- | --- | ------ |
| 3 août        | Ali Sabri             | homme d'État égyptien d'origine turque                               | 70  |        |
| 7 août        | Thomas Gleb           | peintre, sculpteur et tapissier français d'origine polonaise         | 78  |        |
| 8 août        | James Irwin           | astronaute américain                                                 | 61  |        |
| 11 août       | Jean Cavalli          | footballeur français                                                 | 79  |        |
| 12 août       | Edward George Bowen   | électronicien gallois                                                | 80  |        |
| 13 août       | Kazuo Yamada          | chef d'orchestre et compositeur japonais                             | 78  |        |
| 17 août       | Don Dubbins           | acteur américain                                                     | 63  |        |
| 18 août       | Vaughn Shoemaker      | dessinateur américain                                                | 89  |        |
| 19 août       | Oliver Drake          | scénariste, réalisateur, producteur, compositeur et acteur américain | 88  |        |
| 20 août       | Kalman Kahana         | homme politique israélien                                            | 81  |        |
| 21 août       | Costanzo W. Figlinesi | peintre italien                                                      | 79  |        |
| 22 août       | Boris Pougo           | homme politique soviétique                                           | 54  |        |
| 22 août       | Audrey Stevenson      | jeune chrétienne morte de leucémie, « servante de Dieu »             | 8   |        |
| 23 août       | Wilhelm Hahnemann     | footballeur international autrichien et allemand devenu entraîneur   | 77  |        |
|               | Mildred Trotter       | Anthropologue judiciaire américaine.                                 | 92  | (en)   |
| 25 août       | Niven Busch           | écrivain et scénariste américain                                     | 88  |        |
| 26 août       | Otto Barella          | footballeur français                                                 | 73  |        |
| 26 août       | Vera Stroeva          | réalisateur et scénariste soviétique                                 | 87  |        |
| 27 août       | Vince Taylor          | chanteur de rock britannique                                         | 52  |        |
| 28 août       | Ibrahim Shahda        | peintre figuratif français d'origine égyptienne                      | 61  |        |
| 30 août       | Jacques Grippa        | homme politique belge                                                | 77  |        |
| 30 août       | Jean Tinguely         | artiste plasticien suisse                                            | 66  |        |
| date inconnue | Tomás Regueiro        | Footballeur espagnol                                                 | 73  |        |